# Прейвэнг
Прейвэнг (кхмер. ខេត្តព្រៃវែង) — провинция в юго-восточной части Камбоджи. Административный центр — одноимённый город.

## География
Площадь составляет 4883 км² (2,7 % от общей площади страны). Граничит с провинциями Кампонгтям (на севере), Кандаль (на западе), Свайриенг (на востоке), а также с Вьетнамом (на юге). Название провинции дословно переводится как «длинный лес», но последние большие лесные территории исчезли более 30 лет назад, освободив место под сельскохозяйственные угодия. Восточный берег Меконга является густонаселённым сельскохозяйственным регионом. Сельскохозяйственные угодья занимают 63,49 % от территории провинции; населённые пункты занимают 9,12 %, а леса — всего 3,99 %. 22,18 % занимают прочие земли и внутренние воды.

## Население
По данным переписи 2008 года население провинции составляет 947 357 человек (7,07 % от общего населения страны). Около 80,5 % населения заняты в сельском хозяйстве и 13,7 % — в рыболовстве. Почти всё население представлено кхмерами; лишь 1,13 % населения составляют различные национальные меньшинства, главным образом вьетнамцы, чамы и лао. Около 53 % населения провинции живёт за чертой бедности, что значительно выше среднего по стране показателя.
По данным на 2013 год численность населения оценивается в 932 579 человек.
Динамика численности населения провинции по годам:
| 1981    | 1998    | 2008    | 2013    |
| ------- | ------- | ------- | ------- |
| 672 000 | 946 042 | 947 372 | 932 579 |

## Административное деление
В административном отношении провинция делится на 12 округов, которые, в свою очередь, подразделяются на 116 коммун и 1139 деревень. Список округов:
| Код  | Рус.           | Кхмерск. | Лат.            |
| ---- | -------------- | -------- | --------------- |
| 1401 | Бапхнум        | បាភ្ន      | Ba Phnum        |
| 1402 | Камчаймеар     | កំចាយមារ    | Kamchay Mear    |
| 1403 | Кампонгтрабаек | កំពង់ត្របែក  | Kampong Trabaek |
| 1404 | Канхчриеч      | កញ្ច្រៀច    | Kanhchriech     |
| 1405 | Месанг         | មេសាង      | Me Sang         |
| 1406 | Пеамчор        | ពាមជរ     | Peam Chor       |
| 1407 | Пеамро         | ពាមរ      | Peam Ro         |
| 1408 | Пеареанг       | ពារាំង      | Pea Reang       |
| 1409 | Прахсдач       | ព្រះស្ដេច    | Prah Sdach      |
| 1410 | Прейвенг       | ព្រៃវែង     | Prey Veng       |
| 1411 | Кампонглеав    | កំពង់លាវ    | Kampong Leav    |
| 1412 | Ситхоркандал   | ស៊ីធរកណ្ដាល  | Sithor Kandal   |

## Экономика
Экономика Прейвэнга базируется на сельском хозяйстве и рыболовстве. Основой сельского хозяйства является выращивание риса. Другие культуры, выращиваемые в провинции, включают: табак, бобы мунг, сахарный тростник, маниок, кунжут, кокосы, манго, орехи кешью и др. В прошлом важное экономическое значение имело также производство натурального каучука, однако плантации были заброшены во время войн предыдущих десятилетий.

## Известные личности
- Хенг Самрин
- Лон Нол

## Галерея

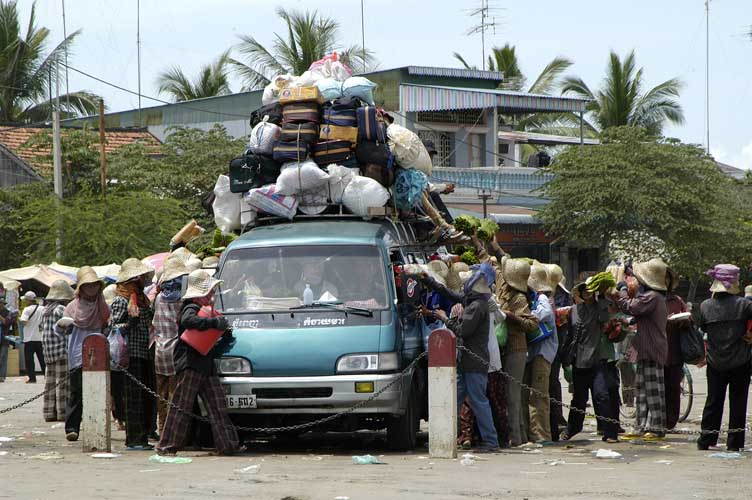
Торговцы в ожидании парома
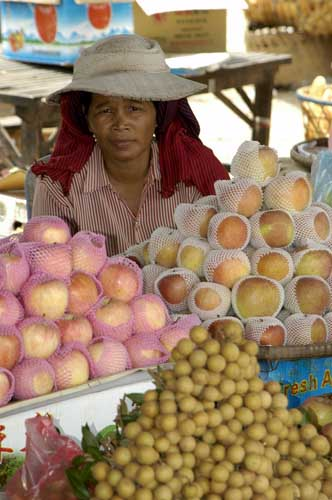
Рынок в Неак Лоунг